# Barrón
Barrón är en ort i Mexiko.   Den ligger i kommunen Zimapán och delstaten Hidalgo, i den sydöstra delen av landet, 150 km norr om huvudstaden Mexico City. Barrón ligger 1 843 meter över havet och antalet invånare är 158.
Terrängen runt Barrón är varierad. Runt Barrón är det ganska glesbefolkat, med 39 invånare per kvadratkilometer. Närmaste större samhälle är Zimapan, 4,3 km sydost om Barrón. Trakten runt Barrón består i huvudsak av gräsmarker.